# Howard Winstone
Howard Winstone (* 15. April 1939 in Merthyr Tydfil, Wales; † 30. September 2000) war ein britischer Boxer im Federgewicht.

## Profi
Am 24. Februar im Jahre 1959 gab er gegen seinen Landsmann Billy Graydon mit einem einstimmigen Punktsieg über sechs Runden erfolgreich sein Profidebüt. Im Mai 1961 wurde er britischer Meister und im Juli 1963 Europameister.
Am 23. Januar 1968 boxte er gegen den Japaner Mitsunori Seki um den vakanten Weltmeistergürtel der WBC und siegte in einem auf 15 Runden angesetzten Kampf in der 9 Runde durch technischen K. o. Er verlor diesen Titel im Juli des darauffolgenden Jahres an José Legrá durch T.K.o. und beendete daraufhin seine Karriere.